# Spaarndammerspoorbrug

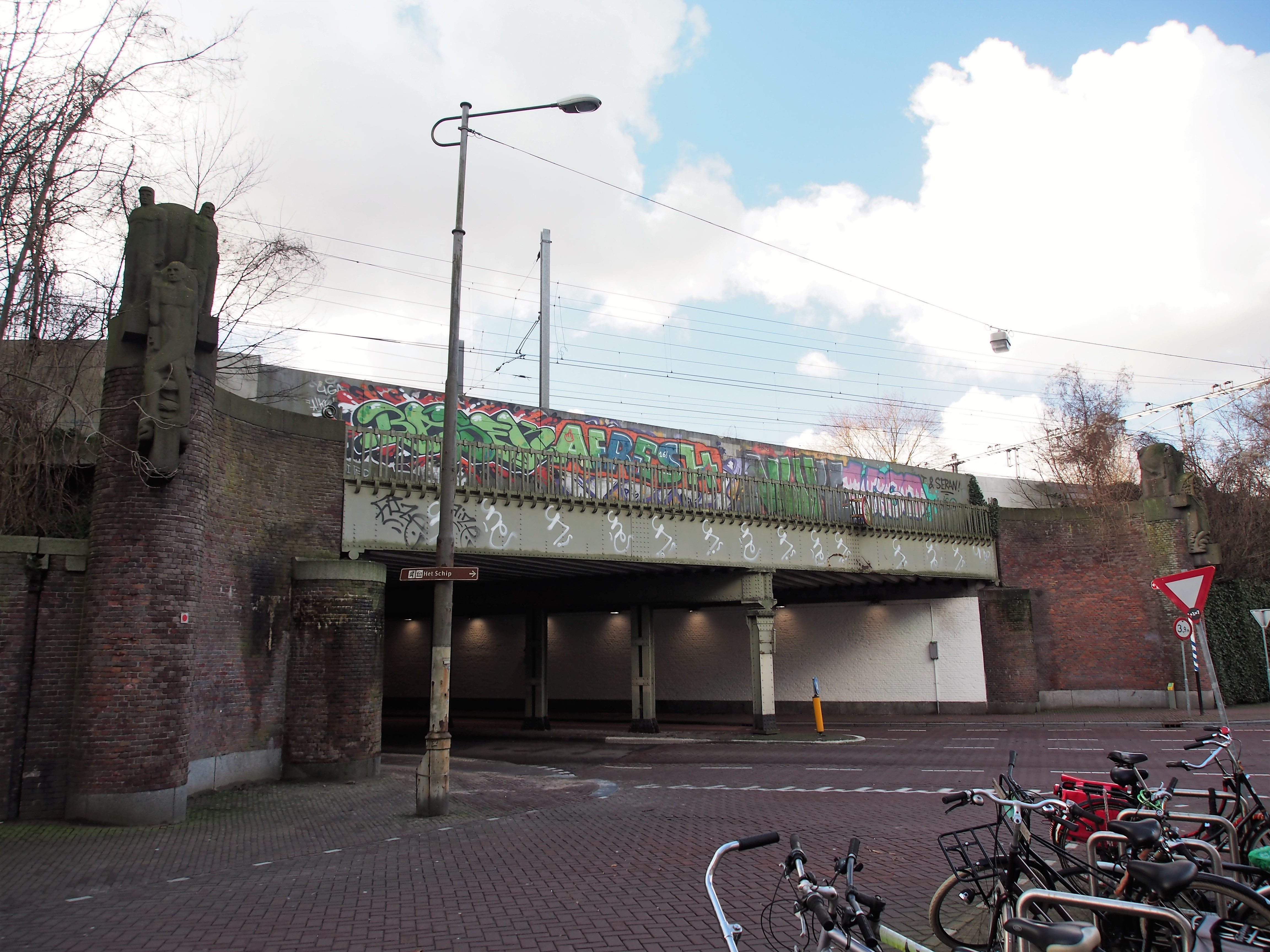
Spaarndammerspoorbrug, noordzijde (februari 2017)
Links en rechts beelden van Krop

De Spaarndammerspoorbrug (brug 1S) is een spoorbrug in Amsterdam-West, in de Nederlandse provincie Noord-Holland. De brug ligt in het traject Station Amsterdam Centraal – Station Amsterdam Sloterdijk. 
Er was een in de ogen van de omwonenden nauwe en onveilige doorgang onder het spoor tussen het Westerpark en Spaarndammerstraat met haar Maria Magdalenakerk. Toen het spoor beginjaren twintig ter plaatse verdubbeld moest worden, greep de gemeente Amsterdam dit aan om een bredere verbinding tussen die twee delen van de stad aan te laten brengen. Dat ging niet in vloeiende lijn; de aanbesteding door de Hollandsche IJzeren Spoorweg Maatschappij vond al plaats in april 1920, maar in de daarop volgende zomer werd er gestaakt. Er werd gebouwd naar een ontwerp van Arend Jan Westerman van de Dienst der Publieke Werken. Omdat het treinverkeer niet gehinderd mocht worden, werd eerst een houten noodbrug geplaatst. Vervolgens werd een zestien meter brede doorgang gemaakt van 4,20 meter hoogte. Het gevaarte werd ondersteund door 760 houten heipalen. Bij deze werkzaamheden stuitten de bouwvakkers op zwaar metselwerk; de restanten van een muur tussen de Spaarndammerzeedijk en Westerbeer. Men dacht dat deze al verwijderd zouden zijn bij de bouw van Station Amsterdam Willemspoort, hetgeen niet geheel het geval bleek.   
Een bijkomend voordeel was dat de Spaarndammerbuurt, dan nog wat afgelegen, een betere verbinding met Amsterdam kreeg, al moest de Mirakelbrug nog wel voor het verkeer vernieuwd en omgelegd worden. Toen die gereed was kon ook tramlijn 5 onder de spoorbrug door. 
De spoorbrug vormt sindsdien de schakel tussen het Nassauplein en Westerpark aan de zuidkant en de Spaarndammerstraat en bijbehorende buurt aan de noordkant.  
De brug van Westerman werd in de jaren negentig aangevuld met een nieuw deel aan de zuidzijde, benodigd vanwege een verdubbeling van het spoor hier. Dat deel is te herkennen aan de drie betonnen brugpijlers en betonnen brugliggers.
Ondanks dat er dus sinds 1922 een directe verbinding was tussen de Staatsliedenbuurt en de Spaarndammerbuurt bleef volgens die buurten de spoorwegen op dijk een barrière tussen beide buurten. In 2010/2011 werd daarom aan de zuidkant van de overspanning in grote letters, ontworpen door Janno Hahn, nogmaals benadrukt dat aan de andere kant van het viaduct de Spaarndammerbuurt ligt. De typografie is daarbij geïnspireerd op de stijl Amsterdamse School, waarin de oorspronkelijke spoorbrug is gebouwd.   
De spoorbrug wordt vanaf het begin opgesierd door vier beeldhouwwerken van Hildo Krop. Zij beelden twee-aan-twee Overvloed (mensen, fruit en Pan) en Verkeer (arbeiders met slangen) uit. Krop en Westerman werkten vaker samen, zie ook het beeldhouwwerk aan de Vierde Ambachtsschool in Amsterdam-West.
Abcouderpadspoorbrug ·
AMC-Padspoorbrug ·
Amstelveensewegspoorbrug ·
Anderlechtspoorbrug ·
Arlandaspoorbrug ·
Basiswegspoorviaduct Oost ·
Basiswegspoorviaduct West ·
Beethovenspoorbrug ·
Ben Viljoenspoorbrug ·
Beukenwegspoorbrug ·
Bonispoorbrug ·
Bos en Lommerspoorbrug ·
Spoorbrug in de Burgemeester Stramanweg · 
Bullewijkspoorbrug ·
Carrascospoorviaduct ·
Celebesspoorbrug ·
Comeniusspoorbrug ·
Czaar Peterspoorbrug ·
Cruquiusspoorbrug ·
Dalsteinbrug ·
Domselaerspoorbrug ·
Erasmusspoorbrug ·
Europaboulevardspoorbrug ·
Frans de Wollantsspoorbrug ·
Gaasperdammerspoorbrug ·
Haarlemmerwegspoorbrug ·
Heemstedespoorbrug ·
Hemsterhuisspoorbrug ·
Henk Sneevlietspoorbrug ·
Hoogoorddreefspoorbrug ·
Houtmanspoorbrug ·
Houttuinenspoorbrug ·
Insulindespoorbrug ·
Jan Evertsenspoorbrug ·
Jan van Galenspoorbrug ·
Johan Huizingaspoorbrug ·
Kabelwegspoorbrug ·
Karspeldreefspoorbrug ·
Kastrupspoorbrug ·
Kattenburgerspoorbrug ·
Korte Prinsengrachtspoorbrug ·
Kruislaanspoorbrug ·
Lelylaanspoorbrug ·
Linnaeuskadespoorbrug ·
Linneausstraatspoorbrug ·
Meibergpadspoorbrug ·
Molukkenspoorbrug ·
Mr. Treubspoorbrug ·
Museumlijnspoorbrug ·
Nieuwegeinspoorbrug ·
Nieuwe Haagsespoorbrug ·
Noordzeewegspoorbrug ·
Omvalspoorbrug ·
Oostertoegangsspoorbrug ·
Oosterdoksspoorbrug ·
Overbrakerspoorbrug ·
Overzichtspoorbrug ·
Pablo Nerudaspoorbrug West ·
Pablo Nerudaspoorbrug Oost ·
Parnassusspoorbrug ·
Piarcospoorviaduct ·
Pieter Calandspoorbrug ·
Planciusspoorbrug ·
Ringdijkspoorbrug ·
Robert Fruinspoorbrug ·
Rozenoordspoorbrug ·
Schinkelspoorbrug ·
Seinewegspoorbrug Noord ·
Seinewegspoorbrug Zuid ·
Sloterdijkerwegspoorweg ·
Solitudolaanspoorbrug ·
Spaarndammerspoorbrug ·
Strandvlietspoorbrug ·
Tafelbergspoorbrug ·
Tjepmaspoorbrug ·
Transformatorwegspoorbrug ·
Van Swindenspoorbrug ·
Vlaardingenspoorbrug ·
Westerdoksdijkspoorbrug ·
Westertoegangsspoorbrug ·
Wibautspoorbrug ·
Wiltzanghspoorbrug ·
Wijttenbachspoorbrug ·
Zaandijkspoorbrug ·
Zaventemspoorbrug ·
Zeeburgerdijkspoorbrug ·
Zeeburgerpadspoorbrug